# Lasse Summanen
Lasse Tapio Summanen, född 13 juli 1951 i Finland, är en svensk filmklippare. Summanen har arbetat som filmklippare med sitt företag för SVT:s dokumentäravdelning, men har även arbetat för många andra företag. Lasse Summanen är också manusförfattare och har gjort manus tillsammans med bland andra Sven Nykvist. Summanen har spelat gitarr sedan 1960-talet i början av 1970-talet tillsammans med den psykedeliska duon Charlie & Esdor, Scorpion, senare med Grizzly och därefter i bandet BC & Heartkeys i vilket bland andra Janne ”Loffe” Carlsson och Bill Öhrström ingår. Han har också varit ljudtekniker och gjort ljud till många filmer.
Summanen är utbildad i filmljud vid Dramatiska Institutet 1974–1976.

## Klippning (urval)

### Långfilmer
- Venus 90, 1988
- Kvinnorna på taket, 1989
- Blankt vapen, 1990
- Oxen, 1991
- Sommaren, 1995
- Bongo Beat, 1996
- Hus i helvete, 2003

### TV-dokumentärer på SVT
- Välling och fotogen, 1997
- Djurens krigare, 1998, serie
- Uppdrag Bryssel, 1999–2000, serie
- Polisskolan – tio år senare, 2002
- Germaner, 2001
- Smycken av hår, 2002
- Tidningsliv, 2004, serie
- Poetry slam, 2005
- Livräddarna, 2005, serie
- Kampen mot krypen, 2005
- Himmelriket nästa, 2006

### Övriga kort- och dokumentärfilmer
- Storyville story, 1978
- Remdriven, 1980
- La donna di oro – Tamara de Lempicka, 1981
- Matterhorn, 1982
- Resan till muren (första klippning), 1984
- Godot på kåken, 1985
- Dagbok genom ett sekel, fotografen Henri Lartigues liv i bilder, 1986
- I ljuset av Alvar Aalto, 1993
- Kongomajoren, 1994
- Regi Andrej Tarkovskij, 1995
- Och stjärnans namn var malört, 1996
- I skuggan av solen, 1996
- Königsberg express, 1996
- Lullaby for lost souls, 1996
- Flickan och dimman, 1997
- Freddie Wadling – en släkting till älvorna, 1999
- Risk, 2000
- Ljuset håller mig sällskap, Sven Nykvists liv och verk, 2000

## Ljudteknik (urval)
Listan avser ljudinspelning, ljudsättning, mixning eller någon kombination därav.

- Storyville story, 1977, dokumentär
- Vårbrytning, 1977, kort spelfilm
- Elvis! Elvis!, 1977, långfilm
- Tjejligan, 1979, kort spelfilm
- En och en, 1978, långfilm
- Kejsaren, 1979, långfilm
- Sabina, 1979, långfilm
- Brevet till Lotta, 1980, kortfilm
- Remdriven, 1980, kortfilm
- Pelle Svanslös, 1981, långfilm
- Gräset sjunger, 1981, långfilm
- Varning för Jönssonligan, 1981, långfilm
- Gräsänklingar, 1982, långfilm
- Ingenjör Andrés luftfärd, 1982, långfilm
- Matterhorn, 1982, kortfilm
- Flickan från Orsil, 1984, kortfilm
- Bakom jalusin, 1984, långfilm
- Kungamålaren, 1985, kortfilm
- August Strindberg – ett liv (del 3, 5, 6), 1985, tv-serie, SVT
- Dagbok genom ett sekel, 1986, kortfilm
- Den frusna leoparden, 1986, långfilm
- Älska mig, 1986, långfilm
- Hip hip hurra!, 1987, långfilm
- Sprickan, 1992, kortfilm
- Dansaren, 1994, dokumentärfilm

## Manus till långfilmer
- Kvinnorna på taket, 1989 (deltog i Stora tävlingen Cannes, 1989)
- Blankt vapen, 1990
- Oxen, 1991, Oscarsnominerad som bästa utländska film 1992

## Filmmusik i urval
- Blankt vapen, långfilm, komponerat slutmusik